# Ateles fusciceps
El mono araña de cabeza negra, marimonda del Chocó o bracilargo  (Ateles fusciceps) es una especie de primate platirrino miembro del género Ateles (monos araña) que habita en Panamá, Colombia y Ecuador.

## Taxonomía
La especie fue descrita por Gray en 1866. En 1944, Kellogg y Goldman, la reconocen dentro de las especies de Ateles junto a Ateles belzebuth, Ateles geoffroyi y Ateles paniscus. A. fusciceps se considera una especie separada de A. geoffroyi por parte de autores como Groves (1989) y Rylands et al. (2006). Sin embargo, otros autores como Froelich (1991), Collins and Dubach (2001) y Nieves (2005), consideran a A. fusciceps un sinónimo de A. geoffroyi. Bajo este concepto las dos subespecies del mono araña de cabeza negra representan subespecies adicionales de A. geoffroyi, A. g. fusciceps y A. g. rufiventris.

## Distribución y hábitat
La subespecie A. f. fusciceps es endémica en Ecuador, principalmente en la provincia de Esmeraldas al occidente de los Andes. A. f. rufiventris se halla también al occidente de los Andes colombianos sobre la margen occidental del río Cauca, ocupando la región pacífica del país], extendiéndose al norte hasta el oriente de Panamá.
En Ecuador, A. f. fusciceps habita en el bosque húmedo tropical y subtropical entre 100 y 1700 m s. n. m. En Colombia, A. f. rufiventris habita el bosque, selva húmeda y bosque de niebla entre el nivel del mar y los 2500 m s. n. m. La especie es arbórea y permanece la mayor parte del tiempo en la copa de los árboles donde se desplaza en posición cuadrúpeda o  mediante braquiación y suspensión utilizando su cola prensil.

## Características

### Descripción
El mono araña de cabeza negra posee miembros largos y delgados, y una cola prensil, la cual se utiliza como quinto miembro para moverse entre las ramas y obtener alimentos. El cuerpo mide entre 40 y 55 cm, la cola mide entre 70 y 85 cm, y el peso promedio es de 9 kg. La subespecie A. f. fusciceps es de color negro-grisáceo y la cabeza marrón. A. f. robustus es negro en su totalidad, excepto por un mechón de pelos blancos en la barbilla.

### Dieta
Como los otros monos araña son principalmente frugívoros y se alimentan principalmente de la pulpa madura de una gran variedad de frutas, que comprenden el 83% de su dieta. También se alimentan de hojas tiernas y flores, semillas, brotes, cortezas y miel; en raras ocasiones consumen insectos como termitas y orugas. Cumplen un papel importante como dispersores de semillas.

### Comportamiento
Estos primates son diurnos y arborícolas. Se reúnen en grupos de 6  a 30 individuos, pero es frecuente que se disgreguen durante en día en búsqueda de alimento.
Las hembras alcanzan la madurez sexual a los 51 meses. El ciclo estral es de 28 días. Por lo general paren una cría, la cual es  hasta los 20 meses. Los machos pasan toda su vida en el grupo natal mientras las hembras por lo general lo abandonan al alcanzar la madurez sexual. Esta especie, en promedio, puede vivir hasta 24 años.

## Conservación
La especie se incluye en la Lista Roja de la UICN como especie en peligro de extinción debido al declive de la población mayor al 80% en las últimas tres generaciones (45 años).
Para A. f. fusciceps en Ecuador, en 2001, se reportó una reducción de la población en un 80% basado en la pérdida severa de su hábitat, intensa fragmentación del mismo debido a la deforestación y caza intensos. En el caso de A. f. rufiventris, en Colombia, esta subespecie se encuentra amenazado por la caza y fragmentación de su hábitat, el cual en la región Atlántica del país ha disminuido en un 80% en los últimos 10 años. En Panamá, la escasa población en su rango asegura la disponibilidad de un hábitat saludable, sin embargo no se conoce el monto de la población en este territorio.